# Mothers of the Disappeared
Pistes de The Joshua Tree
Exit
(10)
Mothers of the Disappeared est une chanson du groupe de rock irlandais U2 enregistrée en 1986. C'est la onzième et dernière piste de leur cinquième album The Joshua Tree, paru en mars 1987.

## Composition
La chanson parle du mouvement des Mères de la place de Mai, les mères de milliers d'enfants disparus à la suite du coup d'État de Videla et de Galtieri en Argentine en 1976. Ils ont été enlevés et n'ont jamais été revus depuis. Le nombre de disparus (dont des enfants) est estimé à plus de 30 000.

## En concert
Au départ jouée rarement durant la tournée du The Joshua Tree, Mothers of the Disappeared revient dans la liste des morceaux joués durant les concerts de U2 en février 1998, lorsqu'ils jouent à Buenos Aires en Argentine et à Santiago au  Chili, pour une interprétation particulièrement émouvante quand des mères furent invitées sur scène pour dire le nom de leurs enfants. La chanson est à nouveau interprétée en 2006 lors de la tournée Vertigo Tour le 26 février à Santiago et le 2 mars à Buenos Aires.  Les deux fois, The Edge joue sur un charango.
Le titre est à nouveau joué lors de la tournée anniversaire des 30 ans de la sortie de l'album The Joshua Tree.

## Crédits
| U2 - Bono – chant - The Edge – guitare, choriste - Adam Clayton – guitare basse - Larry Mullen, Jr. – batterie, percussions Additionnel - Brian Eno – claviers, synthétiseur | Technique - Enregistrement – Flood - Mixage – Daniel Lanois |